# ディファ
ディファ（フランス語: Diffa）は、ニジェールの都市。ディファ州の州都である。国土の南東端に位置し、コマドゥーグーヨベ川を挟んで対岸はナイジェリアのボルノ州となっている。2011年の人口は約4.8万人。標高285m。

## 交通
ディファは首都ニアメからザンデールを通ってニジェールの国土南部を東西に貫くニジェール国道1号の東のターミナルとなっている。
国道はさらに北東に進み、100km先のチャド湖畔のンギグミまで続いている。
街の北にはディファ空港がある。

## 軍事
2002年7月にはタンジャ・ママドゥ大統領に対し軍がディファで反乱を起こしたが、鎮圧された。
2016年9月2日、ナイジェリアの武装組織ボコ・ハラムが越境攻撃を実施、住民5人が死亡、2人が負傷した。